# 110742 Tetuokudo
110742 Tetuokudo este un asteroid din centura principală de asteroizi.

## Descriere
110742 Tetuokudo este un asteroid din centura principală de asteroizi. A fost descoperit pe 18 octombrie 2001 la Kuma Kogen de Akimasa Nakamura. Asteroidul prezintă o orbită caracterizată de o semiaxă mare de 3,16 ua, o excentricitate de 0,12 și o înclinație de 15,4° în raport cu ecliptica.